# Алжиро-индийские отношения
Алжиро-индийские отношения — двусторонние дипломатические отношения между Алжиром и Индией. Страны являются членами Организации Объединённых Наций (ООН) и Движения неприсоединения. Как член Африканского союза Алжир поддерживает кандидатуру Индии на постоянное место в реформированном Совете Безопасности ООН. Индия является членом БРИКС, в то время как Алжир является страной-партнëром. 

## Торговля
Объём товарооборота между странами вырос с 55 миллионов долларов США в 2001 году до 3,4 миллиардов долларов США в 2011 году. В 2007 году Индия и Алжир предприняли шаги по расширению сотрудничества в нефтяной отрасли.
Индийская автомобильная компания Maruti Suzuki India Ltd имеет значительный рынок сбыта в Алжире, который является третьим по величине экспортным рынком этой компании: в 2011—2012 годах поставлено около 17 247 автомобилей.

## Двустороннее сотрудничество
Индия предоставила Алжиру 1 миллион долларов США в качестве гуманитарной помощи для помощи жертвам землетрясения, случившегося в мае 2003 года. Лекарства на сумму полмиллиона долларов США были переданы в апреле 2004 года, а остальная часть в виде строительной стали для домов для потерпевших были переданы в октябре 2006 года. «Индийская организация космических исследований», главное космическое агентство правительства Индии, управляющее космической программой, в июле 2010 года запустила на орбиту алжирский спутник Alsat 2A.